# Gamla Ullevi / Skisser för sommaren
Gamla Ullevi/Skisser för sommaren är en singel av det svenska rockbandet Kent som består två de två a-sidorna Gamla Ullevi och Skisser för sommaren. Singeln släpptes digitalt den 14 juni 2010. Bägge låtarna återfinns på bandets album, En plats i solen (2010).

## Låtlista
1. Gamla Ullevi (3:38)
2. Skisser för sommaren (4:14)

## Övrigt
Enligt sångaren Jocke Berg var arbetsnamnet på Gamla Ullevi från början "Larmet". När bandet själva inte kom på något bättre namn fick musikerkollegan "Masse" från Göteborg äran att döpa låten. Det blev Gamla Ullevi.

## Listplaceringar
Gamla Ullevi
| Lista (2010) | Topplacering |
| ------------ | ------------ |
| Sverige      | 1            |

Skisser för sommaren
| Lista (2010) | Topplacering |
| ------------ | ------------ |
| Sverige      | 2            |